# Díptic de la Crucifixió (Van der Weyden)
El díptic de la Crucifixió —també conegut com a Díptic de Filadèlfia— és un díptic del pintor primitiu flamenc Rogier van der Weyden, realitzat c. 1460, i que actualment és al museu d'Art de Filadèlfia. Les taules es caracteritzen per la seva habilitat tècnica, l'impacte visual i per posseir un realisme físic inusual per a l'art del nord de l'època. El Museu d'Art de Filadèlfia la descriu com la millor de les "obres dels Vells Mestres al museu".
L'origen de la pintura, previ a la meitat del segle xix, és desconegut. La seva extrema cruesa ha portat els historiadors d'art a teoritzar sobre si va ser creada com una obra devocional, possiblement per a un monestir cartoixà. No se sap si els panells componien un díptic independent, dos terços d'un tríptic o que originalment fos un sol panell. Alguns Història de l'art han arguït que l'obra sembla desequilibrada i mancada de simetria (que podria indicar la manca d'un plafó desaparegut). Més recentment s'ha proposat que els plafons funcionessin com les ales exteriors d'un retaule tallat.

## Els plafons

### Origen
Els antecedents dels panells es desconeixen. Els historiadors han teoritzat que podrien ser els plafons de l'esquerra i el centre d'un tríptic, o bé que van formar les ales exteriors d'un retaule, o que estaven destinats a decorar una caixa d'orgue. La tendència de la túnica de la Verge continua en el plafó de la dreta, fet que posa de manifest que els plafons estaven destinats a estar l'un al costat de l'altre, en lloc de separats, com haurien estat les ales d'un retaule. L'historiador de l'art E.P. Richardson va proposar que haguessin estat el plafó central del perdut retaule Cambrai (executat entre 1455 i 1459), una sola pintura ara dividida en dues parts.

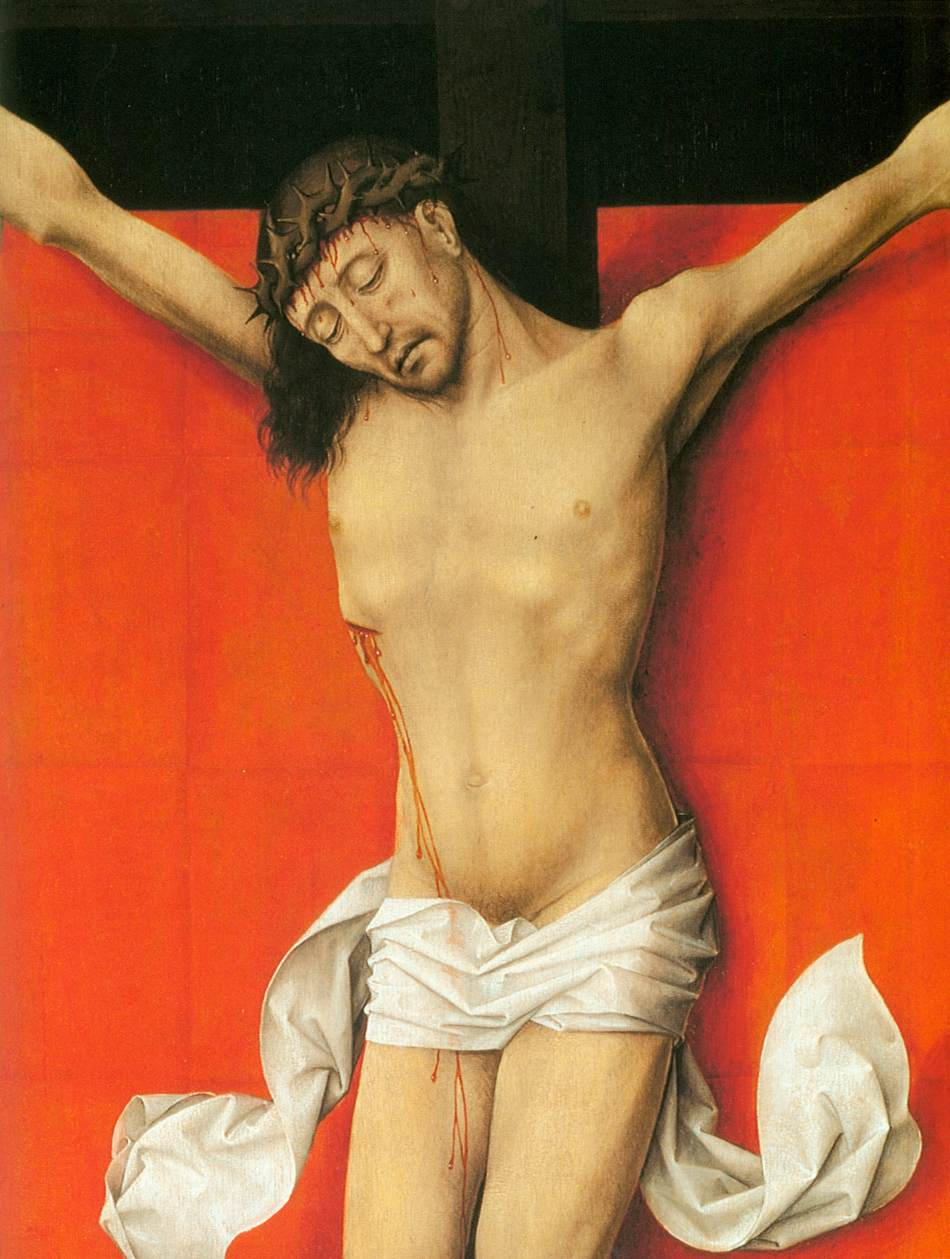
Detall de plafó dret.

L'historiador de l'art Penny Howell Jolly va ser el primer a proposar que el díptic va ser pintat per a un monestir cartoixà no determinat. Els cartoixans vivien una severa existència d'asceta: silenci absolut, aïllament dins una cel·la excepte per la missa diària i els vespres, un àpat comunal només cada diumenge i dies festius, pa i aigua cada dilluns, dimecres i divendres, roba personal i de llit feta de materials toscos. Cornelis, el fill de Jan van der Weyden, va entrar al monestir cartoixà d'Herne aproximadament el 1449, i va ser investit en l'orde el 1450. L'artista va donar pintures i diners a l'orde al llarg de la seva vida, i va fer un llegat al seu testament. La seva única filla, Margareta, es va fer monja dominicana. L'historiador de l'art Dirk de Vos descriu el díptic com a "pintura devocional monàsticament inspirada" amb una composició "en gran manera determinada per l'adoració asceta dels cartoixans i dominics".

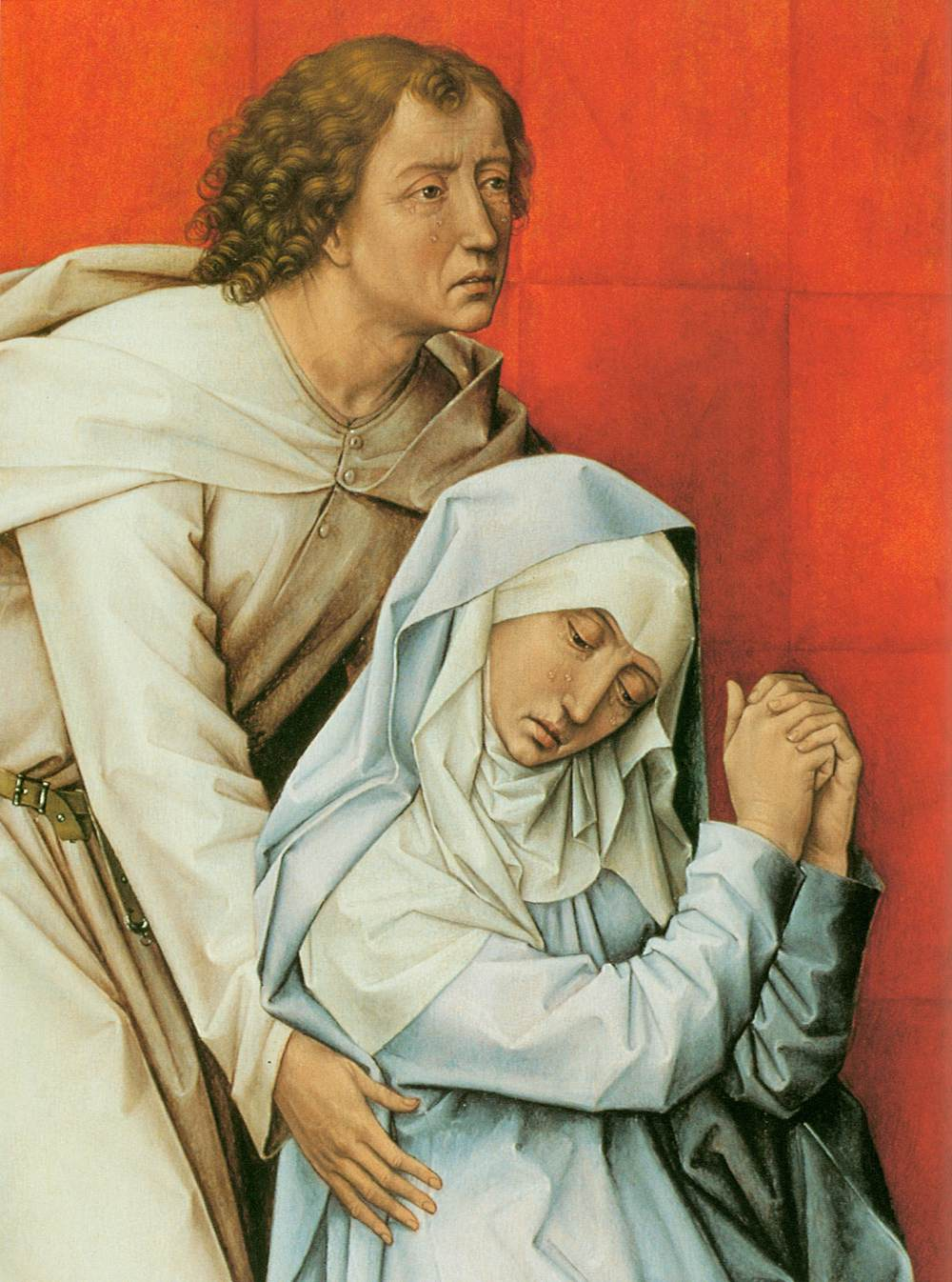
Detall de Maria i Sant Joan

En un document presentat a la convenció dels historiadors d'art holandesos de 2006, el conservador del Philadelphia Museum of Art, Mark S. Tucker, va observar que els plafons de fusta eren inusualment prims. A la part posterior de tots dos es va trobar amb una línia horitzontal de forats per a tacs prop de la base, cosa que indica que podria haver tingut un element estructural, ara com ara desaparegut. Va comparar la fusteria similar dels retaules i va proposar que podrien ser dos plafons d'una obra de quatre que podien ser al centre o a l'esquerra d'un retaule. Basant-se en l'estil pictòric, Tucker sostenia que la gran dimensió de les figures humanes en relació amb la mida dels plafons era més pròpia dels retaules amb figures tallades. També va assenyalar que les potes de retaules tallats tendeixen a restar importància a la perspectiva profunda comunament vista en retaules pintats, la qual cosa és coherent amb l'espai pictòric superficial del díptic.

### Descripció
Les figures del díptic són gairebé dos terços de la mida natural. El panell de la dreta representa una escena de la crucifixió deliberadament antinatural. La sang de Crist és visible a les mans, als peus i al front, i regalima cap avall des de la ferida del costat. La impressió de la sang és amplificada per la brillant tela vermella d'honor darrere seu. El cos penja pesadament dels braços i forma una figura en Y, en contraposició amb la forma de T de la creu sobre el rectangle de la tela. El crani i els ossos als peus de la creu són un simbolisme d'Adam, el primer home creat per Déu en el judaisme, el cristianisme i l'islam. El perizoni de Crist oneja al vent i indica el moment de la mort.

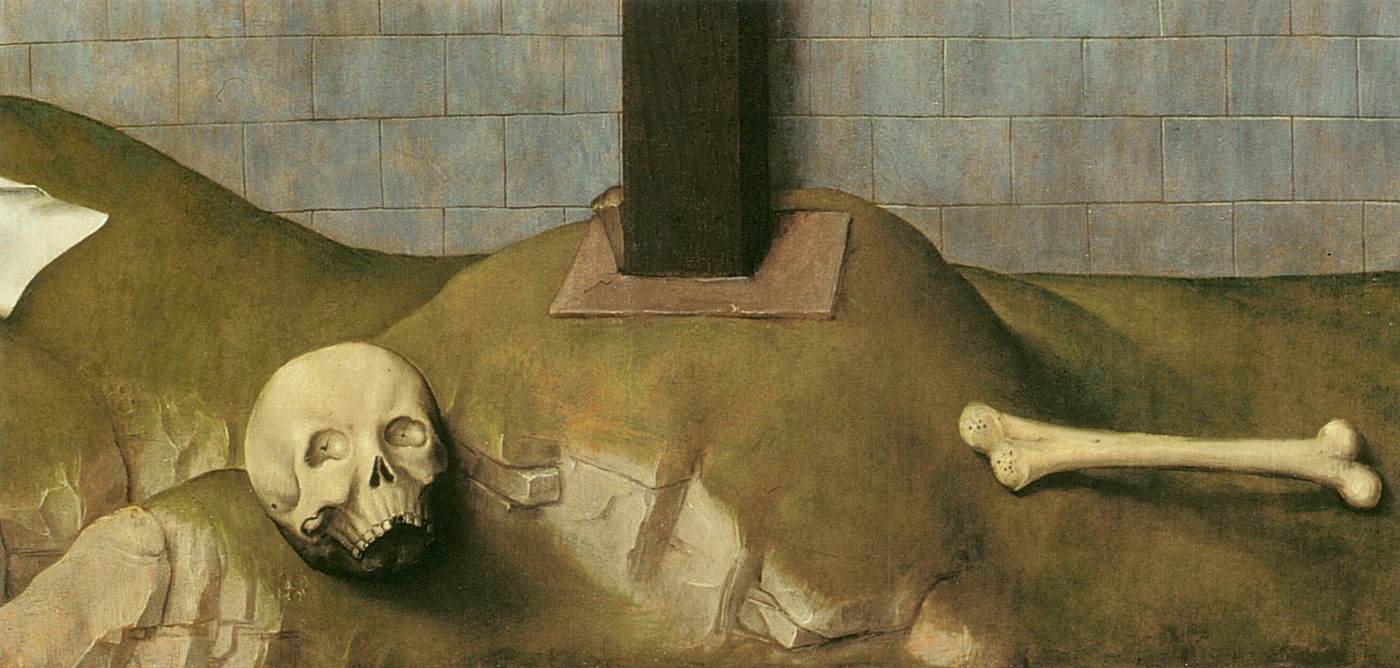
Detall mostrant el crani i un os a la base de la creu.

El plafó esquerre mostra una desmaiada Mare de Déu amb el suport deSant Joan Evangelista. Tots dos van vestits amb roba pàl·lida amb plecs, i de nou es presenta davant una tela vermella d'honor (que, per les arrugues, sembla haver estat recentment desplegada). L'alt mur de pedra dona l'efecte d'empènyer les figures al primer pla. El cel és fosc conforme a l'Evangeli de Mateu 27:45: ".. I des de l'hora sisena [migdia] hi va haver tenebres sobre tota la terra fins a l'hora novena [15:00]". El cel fosc, la paret rígida, la llum freda i sòl nu contribueixen a l'austeritat de la pintura.
En la seva primera obra mestra, El davallament de la Creu (c. 1435–40), Van der Weyden va comparar el patiment de la Mare de Déu durant la crucifixió de Crist amb un desmai en una posició que s'emmiralla amb la del cos del seu fill que està sent retirat de la Creu. A la pintura de Filadèlfia, els seus rostres es reflecteixen entre si, igual que les seves posicions en el centre de les teles vermelles.
El díptic va ser executat en l'etapa final de la vida de l'artista i és únic, entre les pintures primerenques del renaixement nòrdic, pel que fa a l'ús d'un fons pla irreal per a escenificar unes figures que són encara típicament molt detallades i realistes. No obstant això, el contrast dels vermells primaris vívids i els blancs serveix per a aconseguir un efecte emocional típic de les millors obres de Van der Weyden.

## Conservació

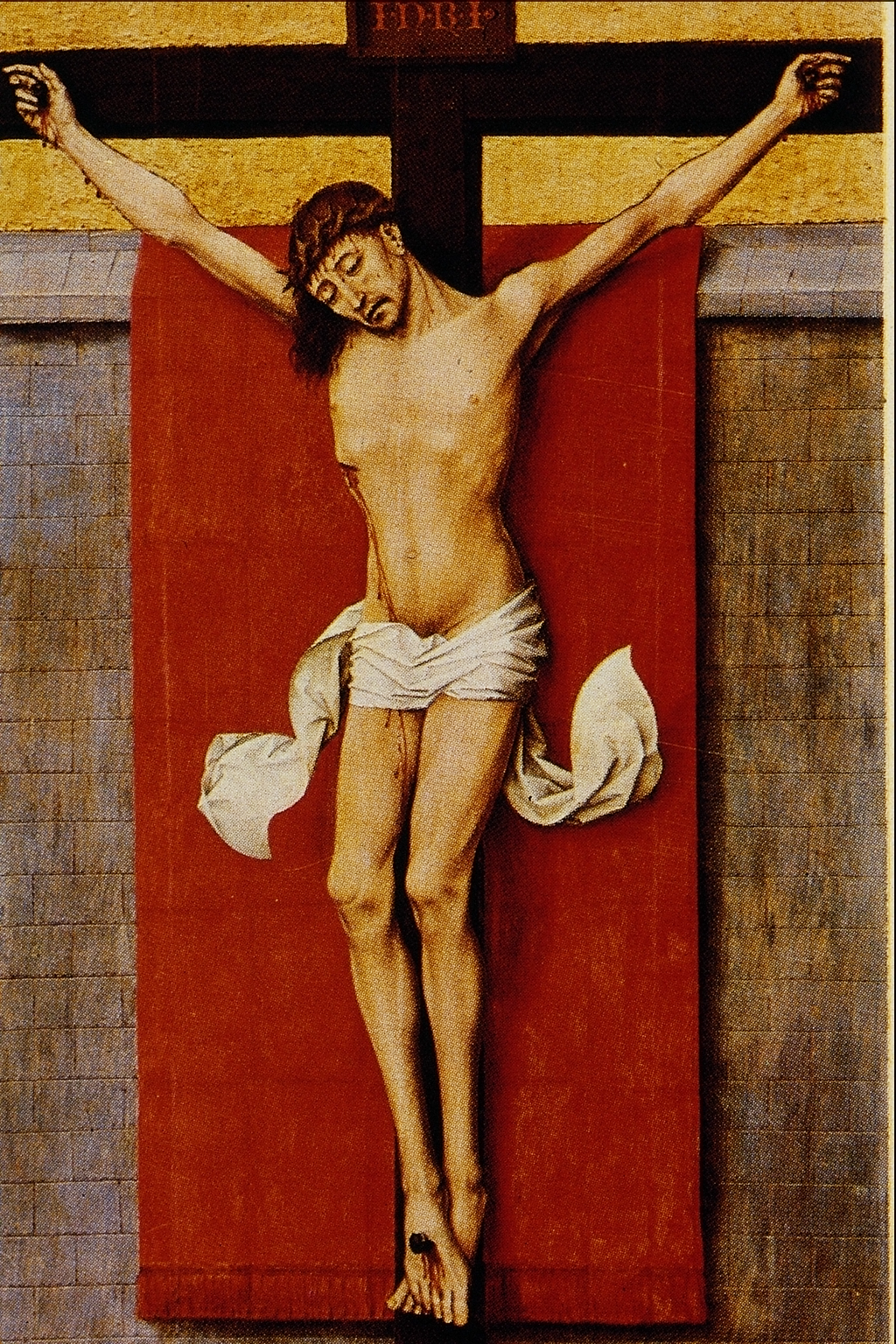
Detall de plafó dret, amb el cel d'or que va ser afegit el 1941.

La pintura fou restaurada el 1941 pel restaurador independent David Rosen sota la supervisió del conservador de la Johnson Collection, Henri Marceau. Prop de la vora superior del plafó Rosen va trobar pintura d'or, un dels factors que el van portar a la conclusió que el cel blau-negre era un afegit del segle xviii. Rosen va treure la pintura fosca i va afegir un cel daurat, una imatge amb què el díptic va ser exhibit durant mig segle.
El 1990, un examen de la pintura per part del conservador del Museu d'Art de Filadèlfia, Mark S. Tucker, va mostrar que aquest canvi no estava prou justificat. Les traces d'or eren mínimes i podria haver estat un residu d'un pa d'or del marc. L'anàlisi química va establir que els vestigis supervivent de pigment blau del cel contenien atzurita del mateix color i composició que el pigment blau en la roba de la Verge, que era indiscutiblement original. Tucker va emprendre una neteja minuciosa i una (reversible) restauració el 1992–1993. Va pintar sobre l'or perquè la restauració de Rosen de 1941 havia tret gairebé tota la pintura original del cel.
La restauració de 1992–1993 ha aportat una nova idea sobre l'artista. La utilització massiva que fa Van der Weyden del color blau-negre al cel era una novetat en l'art del renaixement nòrdic, tot i que era comú en els frescos italians. La composició innovadora del díptic i l'ús gairebé abstracte del color pot representar la seva síntesi de l'art italià, que va veure en la seva peregrinació a Roma de 1450.

## Procedència
La procedència de la pintura, fins on és conegut, és la següent:
- 1856, Madrid. Catàleg de la col·lecció de José de Madrazo, nos. 659 & 660.[19]
- Juny 1867, Paris. Subhasta de la col·lecció de M. le Mis de Salamanca, lots 165 & 166.[5]
- Aproximadament 1905, Paris. Comerciant d'art F. Kleinberger ven el panell de "Crist en la Creu" a Peter A. B. Widener i el de la "Verge i Sant Joan" a John G. Johnson.[5]
- 1906, Filadèlfia, Estats Units. Johnson compra a Widener el seu panell i reuneix les dues meitats.[5] Va exposar-les al museu de casa de Johnson al 510 South Broad Street, Filadèlfia.
- Abril 1917, Filadèlfia. Johnson mor. El díptic esdevé part del seu llegat a la Ciutat de Filadèlfia.
- Juny 1933, Filadèlfia. La Col·lecció Johnson és traslladada al Museu d'Art de Filadèlfia.